# Мігель Гутьєррес
Мігель Гутьєррес Гутьєррес (ісп. Miguel Gutiérrez Gutiérrez, 7 травня 1931, Мехіко — 1 лютого 2016, Леон) — мексиканський футболіст, що грав на позиції захисника за клуб «Леон», а також національну збірну Мексики.
Чемпіон Мексики. Володар Кубка Мексики. Володар Суперкубка Мексики.

## Клубна кар'єра
У футболі дебютував 1952 року виступами за команду «Леон», кольори якої і захищав протягом усієї своєї кар'єри гравця, що тривала цілих сімнадцять років. 

## Виступи за збірну
1957 року дебютував в офіційних матчах у складі національної збірної Мексики. Протягом кар'єри у національній команді провів у її формі 8 матчів.
У складі збірної був учасником чемпіонату світу 1958 року у Швеції, де зіграв з Уельсом (1-1) і Угорщиною (0-4);
Помер від серцевого нападу 1 лютого 2016 року на 85-му році життя у місті Леон.

## Титули і досягнення
- Чемпіон Мексики (1):

«Леон»: 1956
- Володар кубка Мексики (1):

«Леон»: 1956
- Володар Суперкубка Мексики (1):

«Леон»: 1956